# 天の光はすべて星
『天の光はすべて星』（てんのひかりはすべてほし、The Lights in the Sky Are Stars）はアメリカ合衆国のSF作家フレドリック・ブラウンが1953年に発表した長編SF小説。ブラウンの長編としては2作目となる。
日本語訳は田中融二で、『星に憑かれた男』のタイトルで出版されたものもある。
発表時からは50年近い未来になる1997年、人類は宇宙に対する情熱を既に失っており、宇宙開発計画も長期間中断しているという世界で、無為の時間を過ごしていた57歳になる元宇宙飛行士マックス・アンドルーズが、木星探査計画を公約に立候補した女性の上院議員候補エレン・ギャラハーを知り、再び宇宙へと夢のために奮闘する様子を描く。

## 書誌情報
いずれも田中融二訳。
星に憑かれた男
- 1958年、S.F.シリーズ（講談社）

天の光はすべて星
- 1964年、ハヤカワ・SF・シリーズ（早川書房）
- 1982年、ハヤカワ文庫SF（早川書房）

新装版
- 2008年、ハヤカワ文庫SF（早川書房）、ISBN 978-4-15-011679-8

## 関連
- 『天元突破グレンラガン』 - 日本のテレビアニメ。最終話のサブタイトルが本作邦題から採られており、シリーズ構成と脚本を務めた中島かずきが本作の新装版に解説・エッセイを寄稿している。
- 『ぼくたちは勉強ができない』-筒井大志による日本の漫画作品。問39に、主人公達の会話の流れで本作が語られている。

| スタブアイコン | サブスタブ | この項目は、まだ閲覧者の調べものの参照としては役立たない、文学に関連した書きかけの項目です。この項目を加筆・訂正などしてくださる協力者を求めています（P:文学、PJ:ライトノベル）。項目が小説家・作家の場合には{Writer-substub}を、文学作品以外の本・雑誌の場合には{Book-substub}を貼り付けてください。 |